# Little Italy (Ottawa)

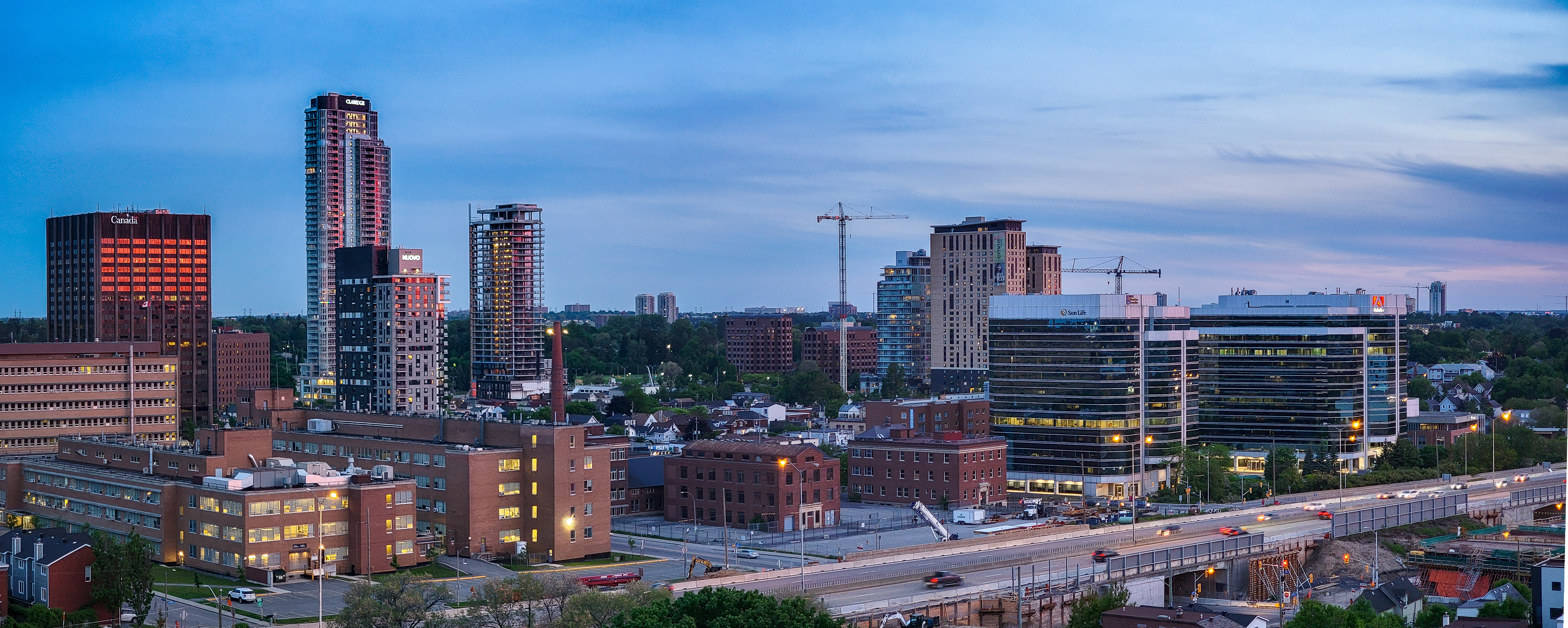
Panoramica di Little Italy

Little Italy è un quartiere di Ottawa, e il centro culturale della comunità italiana della città. Situato a Centretown West, è delimitato da Albert Street a nord, Carling Avenue a sud, O-Train Trillium Line a ovest e approssimativamente Bronson Avenue a est, mentre la principale area commerciale del quartiere si trova lungo Preston Street.
Little Italy è adiacente a Chinatown, il cui quartiere degli affari è incentrato su Somerset Street.

## Storia
I primi italiani si stabilirono nel quartiere intorno al 1900. A seguito di un incendio nella piccola cappella di Murray Street, nel 1913 fu costruita la chiesa di Sant'Antonio da Padova all'angolo tra Booth Street e Gladstone Avenue. Tra la prima e la seconda guerra mondiale, a una seconda ondata di immigrati italiani si aggiunsero comunità di immigrati ucraini e polacchi. Negli ultimi anni, il quartiere si è trovato a ospitare soprattutto immigrati asiatici, principalmente dalla Cina e dal Vietnam.
Negli anni '60 gran parte del quartiere più povero fu demolito per far spazio alla Scuola Superiore di Commercio, oggi Scuola Superiore per Adulti, inaugurata nel 1967. Dal 1975, ogni giugno il quartiere ospita il festival della Settimana Italiana.
Nel 2018, l'edificio più alto di Ottawa, il Claridge Icon, è stato costruito all'estremità sud del quartiere all'incrocio tra Preston e Carling.

## Cultura
Due strade della zona intitolate a importanti personalità italiane. Gladstone Avenue si chiama anche Via Marconi e Preston Street si chiama Corso Italia .

## Galleria d'immagini

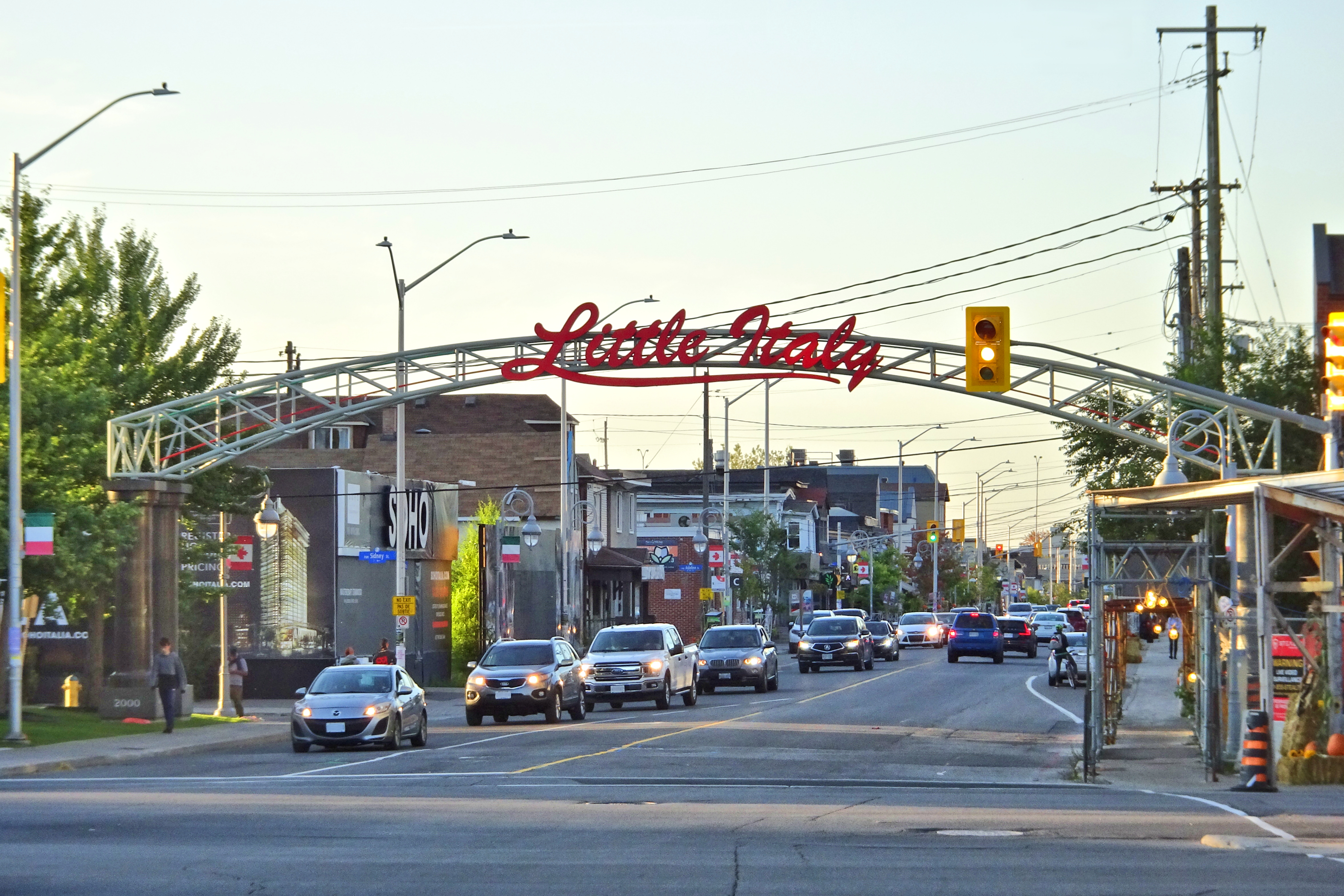
Ingresso ad arco
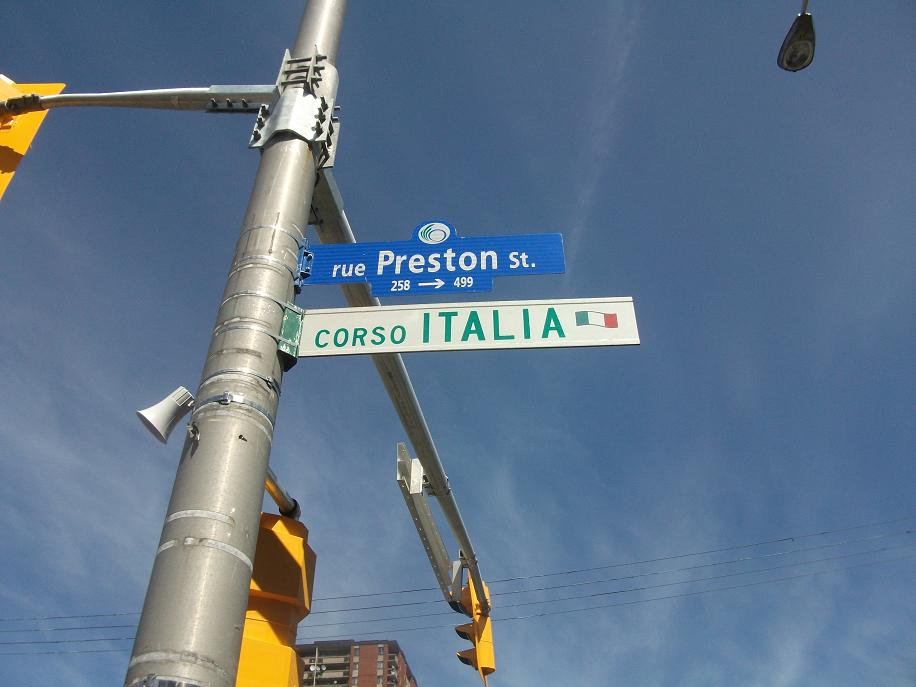
Preston Street è una delle principali strade commerciali di Littly Italy
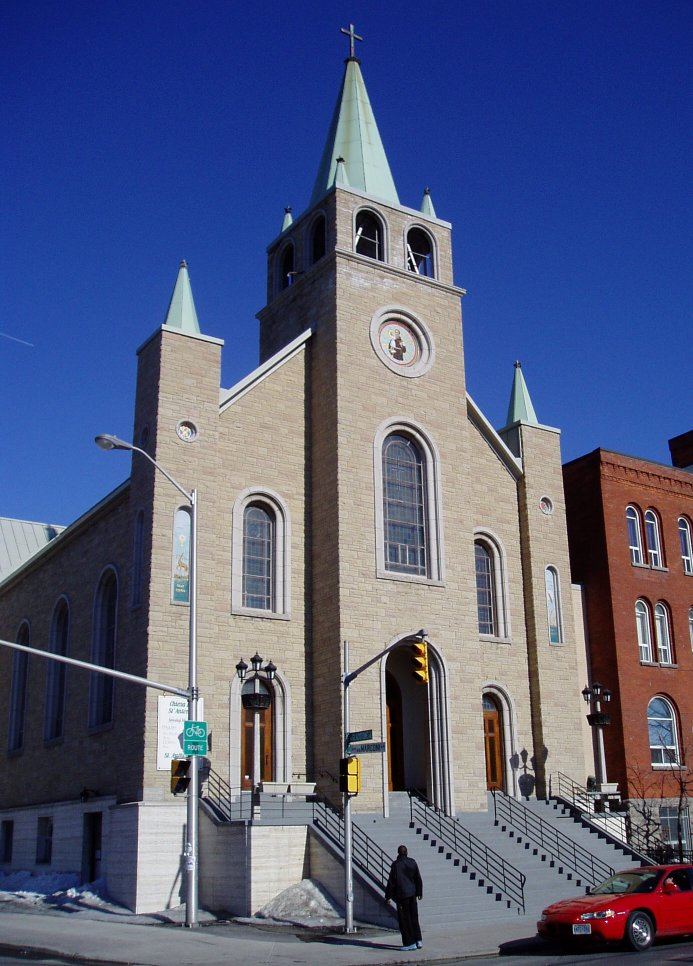
Sant'Antonio da Padova è una chiesa cattolica romana a Little Italy